# Norwegische Badmintonmeisterschaft
Norwegische Meisterschaften im Badminton werden seit 1939 ausgetragen, sie pausierten jedoch von 1941 bis 1946. Die Juniorenmeisterschaften starteten 1951, die Mannschaftsmeisterschaften 1955.

## Die Titelträger
| Saison    | Herreneinzel        | Dameneinzel           | Herrendoppel                                | Damendoppel                               | Mixed                                       |
| --------- | ------------------- | --------------------- | ------------------------------------------- | ----------------------------------------- | ------------------------------------------- |
| 1939      | Hjalmar Lystad      | Gerd Langholen        | Hjalmar Lystad Jan Nyquist                  | nicht ausgetragen                         | Hjalmar Lystad Gerd Langholen               |
| 1940      | Hjalmar Lystad      | Gerd Langholen        | Hjalmar Lystad Jan Nyquist                  | nicht ausgetragen                         | Hjalmar Lystad Ingrid Bergersen             |
| 1941 1946 | nicht ausgetragen   | nicht ausgetragen     | nicht ausgetragen                           | nicht ausgetragen                         | nicht ausgetragen                           |
| 1947      | Hjalmar Lystad      | Aase Hansson          | Ingolf Paller Per Sofus Nielsen             | Elinor Lystad Bebs David-Andersen         | Kåre Sandvik Wenche Hilt                    |
| 1948      | Hjalmar Lystad      | Aase Hansson          | Ørvar Tollås Inge Brevik                    | Gerd Rønne Bebs David-Andersen            | Hjalmar Lystad Gerd Rønne                   |
| 1949      | Per Sofus Nielsen   | Aase Hansson          | Ørvar Tollås Inge Brevik                    | Aase Hansson Berit Elgaaen                | Carsten Hansson Aase Hansson                |
| 1950      | Per Sofus Nielsen   | Aase Hansson          | Ingolf Paller Per Sofus Nielsen             | Aase Hansson Inge Flognfeldt              | Reidar Engebretsen Inge Flognfeldt          |
| 1951      | Johan Elgaaen       | Inge Flognfeldt       | Ingolf Paller Per Sofus Nielsen             | Olly Talet Inge Flognfeldt                | Reidar Engebretsen Inge Flognfeldt          |
| 1952      | Johan Elgaaen       | Aase Hansson          | Reidar Engebretsen Åge Henriksen            | Olly Talet Inge Flognfeldt                | Reidar Engebretsen Inge Flognfeldt          |
| 1953      | Hans Gustav Myhre   | Randi Holand          | Reidar Engebretsen Åge Henriksen            | Tony Preede Randi Holand                  | Johan Elgaaen Berit Elgaaen                 |
| 1954      | Hans Sperre         | Randi Holand          | Hans Gustav Myhre Per Corneliussen          | Berit Guren Randi Holand                  | Johan Elgaaen Berit Elgaaen                 |
| 1955      | Hans Sperre         | Randi Holand          | Hans Gustav Myhre Per Corneliussen          | Berit Guren Randi Holand                  | Hans Gustav Myhre Lisser Ytterborg          |
| 1956      | Hans Gustav Myhre   | Randi Holand          | Hans Gustav Myhre Per Corneliussen          | Lisser Ytteborg Inge Flognfeldt           | Hans Sperre Randi Holand                    |
| 1957      | Hans Sperre         | Randi Holand          | Hans Sperre Svein Goli                      | Randi Holand Ragnhild Holand              | Hans Sperre Randi Holand                    |
| 1958      | Hans Gustav Myhre   | Randi Holand          | Hans Gustav Myhre Wilhelm Koren             | Randi Holand Ragnhild Holand              | Hans Sperre Randi Holand                    |
| 1959      | Hans Gustav Myhre   | Ragnhild Holand       | Hans Gustav Myhre Erik Kjølberg             | Randi Holand Ragnhild Holand              | Hans Sperre Randi Holand                    |
| 1960      | Hans Sperre         | Randi Holand          | Hans Sperre Harald Nettli                   | Randi Holand Ragnhild Holand              | Hans Sperre Randi Holand                    |
| 1961      | Hans Sperre         | Randi Holand          | Harald Nettli Per Corneliussen              | Randi Holand Ragnhild Holand              | Hans Sperre Randi Holand                    |
| 1962      | Kåre Samuelsen      | Randi Holand          | Harald Nettli Per Corneliussen              | Randi Holand Ragnhild Holand              | Hans Sperre Randi Holand                    |
| 1963      | Hans Sperre         | Ragnhild Holand       | Harald Nettli Per Corneliussen              | Randi Holand Ragnhild Holand              | Hans Sperre Randi Holand                    |
| 1964      | Harald Nettli       | Ragnhild Holand       | Tore Engebretsen Per Corneliussen           | Randi Holand Ragnhild Holand              | Jan Holtnæs Lisser Ytterborg                |
| 1965      | Harald Nettli       | Ragnhild Holand       | Harald Nettli Hans Sperre                   | Lisser Ytterborg Mette Wildhagen          | Hans Sperre Ragnhild Holand                 |
| 1966      | Hans Sperre         | Ragnhild Holand       | Harald Nettli Hans Sperre                   | Randi Holand Ragnhild Holand              | Harald Nettli Berit Hagtveld                |
| 1967      | Jan Holtnæs         | Ragnhild Holand       | Harald Nettli Hans Sperre                   | Berit Hagtvedt Elisabeth Eide             | Harald Nettli Berit Hagtveld                |
| 1968      | Hans Sperre         | Randi Gulbrandsen     | Harald Nettli Hans Sperre                   | Randi Gulbrandsen Ragnhild Holand         | Hans Sperre Ragnhild Holand                 |
| 1969      | Hans Sperre         | Ragnhild Holand       | Jan Holtnæs Pål Øian                        | Kari Jørgensen Elisabeth Eide             | Harald Nettli Elisabeth Eide                |
| 1970      | Harald Nettli       | Elisabeth Eide        | Harald Nettli Knut Engebretsen              | Kari Jørgensen Elisabeth Eide             | Hans Sperre Inger Mette Bjørvik             |
| 1971      | Hans Sperre         | Kari Histøl           | Jan Holtnæs Pål Øian                        | Kari Histøl Wenche Tønnesen               | Harald Nettli Elisabeth Sommerfeldt         |
| 1972      | Knut Engebretsen    | Elisabeth Sommerfeldt | Knut Engebretsen Pål Øian                   | Berit Hagtvadt Kjersti Haakonen           | Pål Øian Elisabeth Sommerfeldt              |
| 1973      | Knut Engebretsen    | Kari Histøl           | Harald Nettli Hans Sperre                   | Kari Histøl Wenche Tønnesen               | Petter Thoresen Inger Mette Olsen           |
| 1974      | Petter Thoresen     | Kari Histøl           | Petter Thoresen Haakon Ringdal              | Kari Histøl Wenche Tønnesen               | Harald Nettli Elisabeth Sommerfeldt         |
| 1975      | Haakon Ringdal      | Kari Histøl           | Petter Thoresen Haakon Ringdal              | Bodil Bugge Aabol Else Thoresen           | Harald Nettli Else Thoresen                 |
| 1976      | Petter Thoresen     | Kari Histøl           | Petter Thoresen Haakon Ringdal              | Anne Svarstadt Else Thoresen              | Hans Sperre Else Thoresen                   |
| 1977      | Knut Engebretsen    | Else Thoresen         | Petter Thoresen Haakon Ringdal              | Anne Svarstadt Else Thoresen              | Hans Sperre Else Thoresen                   |
| 1978      | Knut Engebretsen    | Else Thoresen         | Knut Engebretsen Terje Dag Østhassel        | Anne Svarstadt Else Thoresen              | Haakon Ringdal Anne Svarstad                |
| 1979      | Petter Thoresen     | Else Thoresen         | Petter Thoresen Haakon Ringdal              | Anne Svarstadt Else Thoresen              | Haakon Ringdal Anne Svarstad                |
| 1980      | Petter Thoresen     | Else Thoresen         | Petter Thoresen Haakon Ringdal              | Anne Svarstadt Else Thoresen              | Hans Christian Seeberg Anne Svarstad        |
| 1981      | Petter Thoresen     | Else Thoresen         | Petter Thoresen Haakon Ringdal              | Anne Svarstadt Else Thoresen              | Hans Christian Seeberg Anne Svarstad        |
| 1982      | Haakon Ringdal      | Else Thoresen         | Vidar Meum Terje Dag Østhassel              | Karin Christensen Else Thoresen           | Hans Sperre Else Thoresen                   |
| 1983      | Petter Thoresen     | Else Thoresen         | Tomm Eriksen Hans Christian Seeberg         | Kjersti Torp Marianne Wikdal              | Geir Dahl Marianne Wikdal                   |
| 1984      | Petter Thoresen     | Sissel Svestad        | Øyvind Berntsen Espen Larsen                | Kari Johansen Trine Leikvold              | Per Rose Anne Svarstad                      |
| 1985      | Øyvind Berntsen     | Ellen Berg            | Øyvind Berntsen Roar Kaupang                | Kari Johansen Hege Skagun                 | Jorn Myerstrand Trine Leikvold              |
| 1986      | Hans Sperre jr.     | Marianne Wikdal       | Hans Sperre jr. Jorn Myrestrand             | Gry Kirsti Solberg Marianne Wikdal        | Thore Næss Marianne Wikdal                  |
| 1987      | Hans Sperre jr.     | Marianne Wikdal       | Øyvind Berntsen Roar Kaupang                | Ellen Berg Gro Storvik                    | Thore Næss Marianne Wikdal                  |
| 1988      | Hans Sperre jr.     | Marianne Wikdal       | Øyvind Berntsen Thore Næss                  | Marianne Wikdal Gry Kirsti Solberg        | Thore Næss Marianne Wikdal                  |
| 1989      | Hans Sperre jr.     | Ellen Berg            | Hans Sperre jr. Tor Egil Kristensen         | Marianne Wikdal Gry Kirsti Solberg        | Thore Næss Marianne Wikdal                  |
| 1990      | Hans Sperre jr.     | Ellen Berg            | Hans Sperre jr. Erik Lia                    | Marianne Wikdal Gry Kirsti Solberg        | Thore Næss Marianne Wikdal                  |
| 1991      | Hans Sperre jr.     | Tove Hol              | Hans Sperre jr. Erik Lia                    | Camilla Silwer Sissel Wåland              | Trond Wåland Camilla Silwer                 |
| 1992      | Hans Sperre jr.     | Tove Hol              | Hans Sperre jr. Erik Lia                    | Camilla Silwer Sissel Wåland              | Trond Wåland Camilla Silwer                 |
| 1993      | Hans Sperre jr.     | Tove Hol              | Hans Sperre jr. Erik Lia                    | Gry Kirsti Skjønhaug Sissel Linderoth     | Trond Wåland Camilla Silwer                 |
| 1994      | Hans Sperre jr.     | Camilla Silwer        | Trond Wåland Erik Lia                       | Tove Hol Nina Haaland                     | Trond Wåland Camilla Silwer                 |
| 1995      | Hans Sperre jr.     | Camilla Silwer        | Trond Wåland Erik Lia                       | Camilla Silwer Sissel Linderoth           | Trond Wåland Camilla Silwer                 |
| 1996      | Hans Sperre jr.     | Camilla Silwer        | Trond Wåland Erik Lia                       | Camilla Silwer Sissel Linderoth           | Trond Wåland Camilla Silwer                 |
| 1997      | Hans Sperre jr.     | Sissel Linderoth      | Trond Wåland Jim Ronny Andersen             | Camilla Silwer Sissel Linderoth           | Trond Wåland Camilla Silwer                 |
| 1998      | Hans Sperre jr.     | Sissel Linderoth      | Trond Wåland Jim Ronny Andersen             | Gry Kirsti Skjønhaug Monica Halvorsen     | Trond Wåland Sissel Linderoth               |
| 1999      | Hans Sperre jr.     | Sissel Linderoth      | Kristian Larsen Thomas Andersen             | Sissel Linderoth Camilla Wright           | Trond Wåland Camilla Wright                 |
| 2000      | Jim Ronny Andersen  | Helene Abusdal        | Trond Wåland Erik Lia                       | Helene Abusdal Anita Elson                | Trond Wåland Camilla Wright                 |
| 2001      | Jim Ronny Andersen  | Monica Halvorsen      | Trond Wåland Erik Lia                       | Helene Abusdal Anita Elson                | Sverre Bergland Gry Kirsti Skjønhaug        |
| 2002      | Hans Sperre jr.     | Monica Halvorsen      | Hans Sperre Sverre Bergland                 | Gry Kirsti Skjønhaug Sara Blengsli Kværnø | Jim Ronny Andersen Helene Abusdal           |
| 2003      | Jim Ronny Andersen  | Monica Halvorsen      | Trond Wåland Kristian Larsen                | Sara Blengsli Kværnø Monica Halvorsen     | Per Thomas Mørk Monica Halvorsen            |
| 2004      | Jim Ronny Andersen  | Sara Blengsli Kværnø  | Trond Wåland Jim Ronny Andersen             | Gry Kirsti Skjønhaug Helene Norland       | Jim Ronny Andersen Helene Abusdal           |
| 2005      | Jim Ronny Andersen  | Monica Halvorsen      | Jim Ronny Andersen Lars Gunnar Abusdal      | Monica Halvorsen Helene Abusdal           | Trond Wåland Anita Elson                    |
| 2006      | Hans Sperre jr.     | Helene Abusdal        | Steinar Klausen Erik Rundle                 | Gry Kirsti Skjønhaug Helene Norland       | Erik Rundle Helene Abusdal                  |
| 2007      | Steinar Klausen     | Sara Blengsli Kværnø  | Steinar Klausen Erik Rundle                 | Gry Kirsti Skjønhaug Helene Norland       | Sverre Bergland Gry Kirsti Skjønhaug        |
| 2008      | Steinar Klausen     | Sara Blengsli Kværnø  | Steinar Klausen Erik Rundle                 | Monica Halvorsen Mari Helene Bøe          | Hallstein Oma Sara Blengsli Kværnø          |
| 2009      | Steinar Klausen     | Sara Blengsli Kværnø  | Steinar Klausen Erik Rundle                 | Cathrine Fossmo Mari Helene Bøe           | Hallstein Oma Sara Blengsli Kværnø          |
| 2010      | Steinar Klausen     | Sara Blengsli Kværnø  | Steinar Klausen Erik Rundle                 | Monica Halvorsen Sara Blengsli Kværnø     | Jim Ronny Andersen Helene Abusdal           |
| 2011      | Steinar Klausen     | Sara Blengsli Kværnø  | Steinar Klausen Erik Rundle                 | Monica Halvorsen Hanna Blengsli Kværnø    | Jim Ronny Andersen Helene Abusdal           |
| 2012      | Jim Ronny Andersen  | Sara Blengsli Kværnø  | Steinar Klausen Erik Rundle                 | Monica Halvorsen Sara Blengsli Kværnø     | Jim Ronny Andersen Helene Abusdal           |
| 2013      | Marius Myhre        | Cathrine Fossmo       | Marius Myhre André Andersen                 | Cathrine Fossmo Marie Wåland              | Erik Rundle Helene Abusdal                  |
| 2014      | Marius Myhre        | Helene Abusdal        | Steinar Klausen Erik Rundle                 | Sonja Wåland Helene Abusdal               | Jim Ronny Andersen Helene Abusdal           |
| 2015      | Marius Myhre        | Cathrine Fossmo       | Steinar Klausen Erik Rundle                 | Anne Klyve Helene Håkonsen Søgaard        | Erik Rundle Sonja Wåland                    |
| 2016      | Marius Myhre        | Vilde Espeseth        | Vegard Rikheim Magnus Christensen           | Anne Klyve Helene Håkonsen Søgaard        | Jim Ronny Andersen Helene Abusdal           |
| 2017      | Marius Myhre        | Vilde Espeseth        | Vegard Rikheim Magnus Christensen           | Natalie Syvertsen Solvår Flåten Jørgensen | Jonas Christensen Marie Christensen         |
| 2018      | Marius Myhre        | Helene Abusdal        | Fredrik Kristensen Magnus Christensen       | Natalie Syvertsen Solvår Flåten Jørgensen | Magnus Christensen Natalie Syvertsen        |
| 2019      | Marius Myhre        | Emilie Sotnes Hamang  | Carl Christian Mork Sturla Flåten Jørgensen | Sofia Macsali Emilia Petersen Norberg     | Marius Myhre Aimee Hong                     |
| 2020      | Markus Barth        | Emilie Sotnes Hamang  | Carl Christian Mork Fredrik Kristensen      | Sofia Macsali Emilia Petersen Norberg     | Fredrik Kristensen Natalie Syvertsen        |
| 2021      | Peter Rønn Stensæth | Sofia Louis Macsali   | Vegard Rikheim Torjus Flåtten               | Solvår Flåten Jørgensen Natalie Syvertsen | Carl Christian Mork Solvår Flåten Jørgensen |
| 2022      | Vegard Rikheim      | Vilde Espeseth        | Vegard Rikheim Torjus Flåtten               | Aimee Hong Marie Christensen              | Fredrik Kristensen Aimee Hong               |
| 2023      | Markus Barth        | Vilde Espeseth        | Vegard Rikheim Torjus Flåtten               | Aimee Hong Marie Christensen              | Jonas Østhassel Julie Marie Andersen        |
| 2024      | Vegard Rikheim      | Vilde Espeseth        | Vegard Rikheim Torjus Flåtten               | Aimee Hong Marie Christensen              | Jonas Østhassel Julie Marie Andersen        |